# James Meredith
James Howard Meredith (25 de junio de 1933) es un activista estadounidense por los derechos civiles. Fue el primer estudiante afronorteamericano en ser aceptado en la Universidad de Misisipi.

## Biografía
Nacido en Kosciusko, Misisipi, tiene ascendencia afrodescendiente y choctaw. Al terminar la escuela, hizo su servicio militar en la Fuerza Aérea entre 1951 y 1960. Después asistió al Jackson State College durante dos años. Se postuló a la Universidad de Misisipi, pero fue rechazado dos veces.
El 1 de octubre de 1962 se convirtió en el primer estudiante negro de la Universidad de Misisipi. El gobernador segregacionista Ross Barnett se opuso tenazmente a su ingreso, y promovió manifestaciones que requirieron intervención del ejército y varios agentes federales, enviados por el presidente John F. Kennedy. Hubo violentos disturbios, que culminaron con dos muertos (incluyendo un periodista francés, Paul Guihard) y más de 300 heridos (entre ellos 48 soldados y 30 agentes federales), pero Meredith consiguió finalmente ser admitido en la universidad. Esto marcó un hito en la historia del movimiento por los derechos civiles en Estados Unidos.
Meredith se graduó en ciencias políticas el 18 de agosto de 1963. El 6 de junio de 1966 fue víctima de un intento de asesinato mientras participaba en la "Marcha contra el Miedo" en el Delta del Misisipi, que él mismo había organizado para luchar contra el racismo. Jack R. Thornell recibió el Premio Pulitzer en 1967 por su fotografía de Meredith arrastrándose en el suelo y gritando de dolor inmediatamente después de haber sido herido de bala.
Meredith continuó sus estudios en la Universidad de Ibadán en Nigeria. Recibió un título en leyes de la Universidad de Columbia en 1968. En esa misma época cesó de actuar como activista y se dedicó al corretaje de bolsa.
Desilusionado por la falta de apoyo por parte de otros sectores políticos, se enroló en el Partido Republicano e intentó varias veces ser electo al Congreso, sin éxito. Su filiación republicana le llevó a colaborar con representantes de la ultraderecha estadounidense como Jesse Helms y David Duke (exmiembro del Ku Klux Klan, negacionista del Holocausto, criminal convicto y promotor de teorías conspirativas antisemitas y racistas), por lo que fue muy criticado.